# رودولف كينغ
رودولف كينغ (بالإنجليزية: Rudolph King)‏ هو سياسي أمريكي، ولد في 2 نوفمبر 1887، وتوفي في 10 سبتمبر 1961 بميليس في الولايات المتحدة. حزبياً، نشط في الحزب الجمهوري. وقد انتخب عضو مجلس نواب ماساتشوستس.